# اجبار تابشی

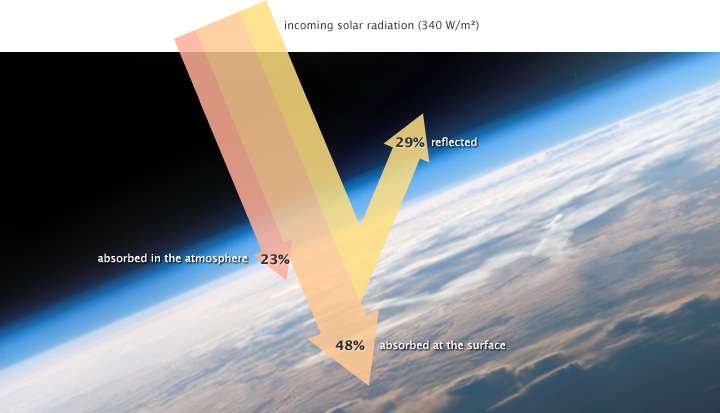
تابش خورشیدی ورودی به زمین

در اقلیم‌شناسی اجبار تابشی یا واداشت تابشی اقلیمی (آب‌و هوایی)؛ (انگلیسی: Radiative forcing)، تفاوت بین تابش خورشیدیِ (نور خورشیدِ) جذبِ زمین شده، و آن مقدار انرژی که از زمین به فضا تابیده می‌شود است. توانایی‌های نفوذی که سبب ایجاد تغییر در سیستم آب و هوایی زمین شوند و تعادل تابشی زمین را دگرگون کنند و باعث افزایش یا افت دما شوند، اجبارهای تابشی یا اقلیمی نامیده می‌شوند. واداشت تابشی مثبت به این معنی است که زمین انرژی بیشتری از تابش خورشید؛ بیش از تابشی که خود به فضای بیرون می‌فرستد، دریافت می‌کند. در این داد و ستد تابشی، سود خالص انرژی بر گرما خواهد افزود. برعکس، مفهوم واداشت تابشی منفی این است که زمین انرژی تابشی بیشتری را؛ بیش از آنچه که از خورشید دریافت کند، به فضا بفرستد که این باعث ایجاد سرما می‌شود.
به‌طور معمول، اجبار تابشی در تروپوپاز، و/یا در بالای جو؛ (که معمولاً تنظیم‌کنندهٔ سریع دما شناخته می‌شود)، در یکای وات در هر متر مربع از سطح زمین اندازه‌گیری می‌شود. اجبار تابشی مثبت (انرژی ورودی بیش از انرژی خروجی) سیستم را گرم می‌کند، در حالی که اجبار تابشی منفی (انرژی خروجی بیش از انرژی دریافتی) آن را خنک می‌کند. علل ایجاد این اجبار شامل تغییر در تابش خورشید، تغییر در غلظت گازهای فعال در مسیر تابش، (معمولاً به عنوان گازهای گلخانه‌ای)، و ذرات معلق در هوا شناخته می‌شود.

## توازن تابش

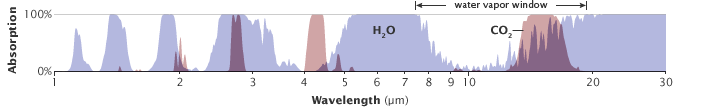
گازهای اتمسفری تنها انرژی بخشی از طول موج‌ها را جزب می‌کنند ولی برای بخش دیگر طول موج‌ها شفاف هستند. در نمودار بالا، الگوهای جذب بخار آب (قله‌های آبی) و دی‌اکسید کربن (قله‌های صورتی) در برخی از طول موج‌ها با هم همپوشانی دارند. دی‌اکسید کربن به اندازهٔ بخار آب یک گاز گلخانه‌ای قوی نیست، اما انرژی آن را در طول موج (۱۲–۱۵ میکرومتر) جذب می‌کند که بخار آب چنین نمی‌کند، تا حدودی «پنجره» ای را که از طریق آن گرمای تابش شده توسط سطح به‌طور عادی به فضا فرار می‌کند می‌بندد

تقریباً تمام انرژی تأثیرگذار بر آب و هوای زمین به صورت انرژی تابشی از خورشید دریافت می‌شود. این سیاره و جو آن مقداری از انرژی را جذب کرده و بخشی از آن را بازمی‌تابد، انرژی موج‌های بلند با آن‌که به فضا بازتاب داده می‌شوند در برخورد با اتمسفر دوباره به زمین برگردانده می‌شوند. تعادل بین انرژی جذب شده و تابش شده، میانگین دمای جهانی را تعیین می‌کند. از آن‌جا که جو بخشی از انرژی بازتابی پرتو موج بلند را نیز دوباره جذب می‌کند، گرمای سیاره گرمتر از آن است که در صورت نداشتن جو باشد: اثر گلخانه‌ای را ببینید.
تعادل تابش با عواملی مانند شدت انرژی خورشیدی، درجهٔ بازتابندگی ابرها یا گازها، جذب توسط گازهای مختلف گلخانه‌ای یا سطح رسانش گرمایی انتشار گرما توسط مواد مختلف تغییر می‌یابد. هرگونه تغییر، یک تغییر در هم‌ترازی نیروی تابشی است و تعادل را تغییر می‌دهد. این امر به‌طور مداوم اتفاق می‌افتد که نور خورشید به سطح، ابرها و ذرات معلق در هوا شکل می‌گیرد، غلظت گازهای جوی تغییر می‌کند و فصل‌ها پوشش سطح زمین را تغییر می‌دهند.

## کاربرد درIPCC

عوامل اجبار تابشی و مقدار آن‌ها در سال IPCC 2007.

گزارش هیئت بین‌دولتی تغییر اقلیم (IPCC) AR4 اجبارهای تابشی را این‌گونه تعریف می‌کند:
"اجبار تابشی اندازه‌گیری تأثیر یک عامل در تغییر تعادل انرژی ورودی و خروجی در سیستم اتمسفری زمین است و شاخصی از اهمیت این عامل به عنوان یک مکانیسم بالقوه تغییر آب و هوا است. در این گزارش مقدارهای اجبار تابشی برای تغییرات نسبت به شرایط پیش تولیدی تعریف شده در سال ۱۷۵۰ هستند و در یکای وات در هر متر مربع (W / M2) بیان شده‌اند. "
به زبان ساده، نیروی تابشی «... میزان تغییر انرژی در واحد سطح کره زمین است که در بالای جو اندازه‌گیری می‌شود.». در متن تغییرات آب و هوایی، اصطلاح «اجبار» محدود به تغییر در تعادل تابش سیستم سطح troposphere سطح توسط عوامل خارجی، بدون تغییر در پویایی استراتوسفر، بدون بازخورد سطح و tropospheric در عمل (به عنوان مثال، هیچ اثر ثانویه ناشی از تغییر در حرکات tropospheric یا حالت ترمودینامیکی آن)، و هیچ تغییری در میزان و توزیع آب جو (بخار، مایع و جامد) ایجاد نشده‌است.

## پیشینه

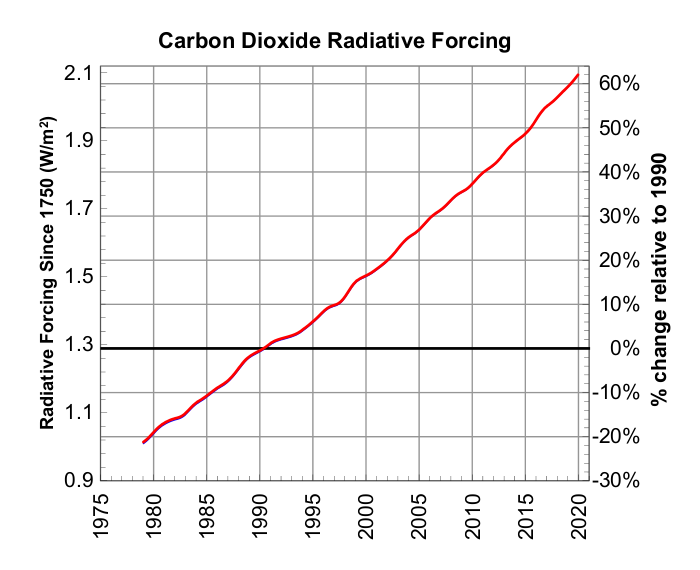
Radiative forcing, relative to 1750, due to carbon dioxide alone since 1979. The percent change from January 1, 1990 is shown on the right axis.

جدول زیر (برگرفته از مدل‌های انتقال تابش جوی) تغییرات اجبار تابشی بین سال‌های ۱۹۷۹ و ۲۰۱۶ را نشان می‌دهد. جدول شامل سهم در تابش ناپذیر از دی‌اکسید کربن (CO) است
1. ، متان (CH
2. اکسید نیتروژن (N

2O)؛ کلروفلوئوروکربن‌ها (CFC) 12 و ۱۱؛ و پانزده گاز کوچک دیگر، طولانی مدت، هالوژنه. این جدول شامل سهم در ایجاد تابش از گازهای گلخانه‌ای طولانی مدت است. این نیروها شامل نیروی هوایی دیگر و تغییر در فعالیت‌های خورشیدی نمی‌شود

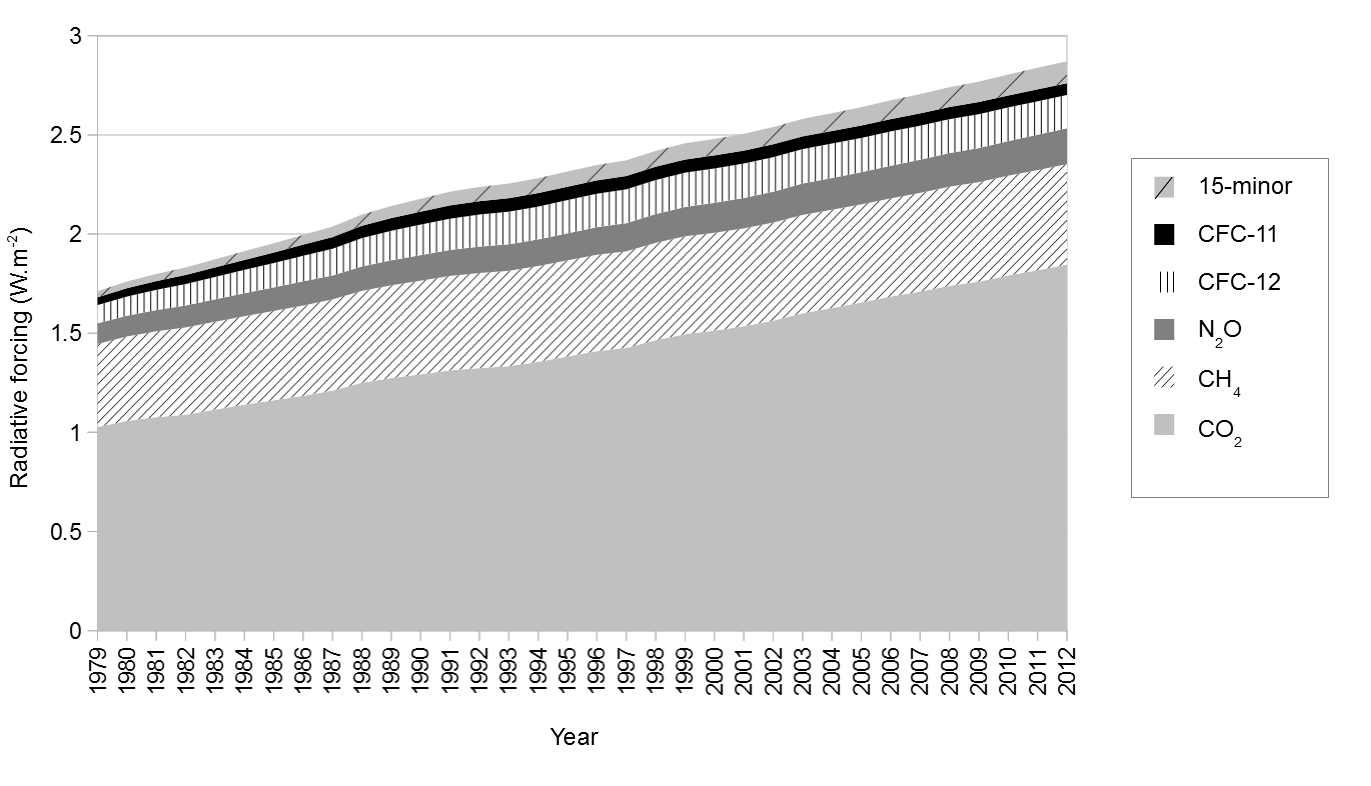
تغییر در اجبار تابشی گازهای گلخانه‌ای طولانی مدت بین سال‌های ۱۹۷۹ و ۲۰۱۲.

| سال  | CO2   | CH 4  | N 2O  | CFC-12 | CFC-11 | 15-minor | Total | CO2 -eq بخش در یکای سنجش | AGGI ۱۹۹۰ = ۱ | AGGI % change |
| ---- | ----- | ----- | ----- | ------ | ------ | -------- | ----- | ------------------------ | ------------- | ------------- |
| ۱۹۷۹ | ۱٫۰۲۷ | ۰٫۴۱۹ | ۰٫۱۰۴ | ۰٫۰۹۲  | ۰٫۰۳۹  | ۰٫۰۳۱    | ۱٫۷۱۲ | ۳۸۳                      | ۰٫۷۸۶         |               |
| ۱۹۸۰ | ۱٫۰۵۸ | ۰٫۴۲۶ | ۰٫۱۰۴ | ۰٫۰۹۷  | ۰٫۰۴۲  | ۰٫۰۳۴    | ۱٫۷۶۱ | ۳۸۶                      | ۰٫۸۰۸         | ۲٫۸           |
| ۱۹۸۱ | ۱٫۰۷۷ | ۰٫۴۳۳ | ۰٫۱۰۷ | ۰٫۱۰۲  | ۰٫۰۴۴  | ۰٫۰۳۶    | ۱٫۷۹۹ | ۳۸۹                      | ۰٫۸۲۶         | ۲٫۲           |
| ۱۹۸۲ | ۱٫۰۸۹ | ۰٫۴۴۰ | ۰٫۱۱۱ | ۰٫۱۰۸  | ۰٫۰۴۶  | ۰٫۰۳۸    | ۱٫۸۳۱ | ۳۹۱                      | ۰٫۸۴۱         | ۱٫۸           |
| ۱۹۸۳ | ۱٫۱۱۵ | ۰٫۴۴۳ | ۰٫۱۱۳ | ۰٫۱۱۳  | ۰٫۰۴۸  | ۰٫۰۴۱    | ۱٫۸۷۳ | ۳۹۵                      | ۰٫۸۶۰         | ۲٫۲           |
| ۱۹۸۴ | ۱٫۱۴۰ | ۰٫۴۴۶ | ۰٫۱۱۶ | ۰٫۱۱۸  | ۰٫۰۵۰  | ۰٫۰۴۴    | ۱٫۹۱۳ | ۳۹۷                      | ۰٫۸۷۸         | ۲٫۲           |
| ۱۹۸۵ | ۱٫۱۶۲ | ۰٫۴۵۱ | ۰٫۱۱۸ | ۰٫۱۲۳  | ۰٫۰۵۳  | ۰٫۰۴۷    | ۱٫۹۵۳ | ۴۰۱                      | ۰٫۸۹۷         | ۲٫۱           |
| ۱۹۸۶ | ۱٫۱۸۴ | ۰٫۴۵۶ | ۰٫۱۲۲ | ۰٫۱۲۹  | ۰٫۰۵۶  | ۰٫۰۴۹    | ۱٫۹۹۶ | ۴۰۴                      | ۰٫۹۱۶         | ۲٫۲           |
| ۱۹۸۷ | ۱٫۲۱۱ | ۰٫۴۶۰ | ۰٫۱۲۰ | ۰٫۱۳۵  | ۰٫۰۵۹  | ۰٫۰۵۳    | ۲٫۰۳۹ | ۴۰۷                      | ۰٫۹۳۶         | ۲٫۲           |
| ۱۹۸۸ | ۱٫۲۵۰ | ۰٫۴۶۴ | ۰٫۱۲۳ | ۰٫۱۴۳  | ۰٫۰۶۲  | ۰٫۰۵۷    | ۲٫۰۹۹ | ۴۱۲                      | ۰٫۹۶۴         | ۳٫۰           |
| ۱۹۸۹ | ۱٫۲۷۴ | ۰٫۴۶۸ | ۰٫۱۲۶ | ۰٫۱۴۹  | ۰٫۰۶۴  | ۰٫۰۶۱    | ۲٫۱۴۴ | ۴۱۵                      | ۰٫۹۸۴         | ۲٫۱           |
| ۱۹۹۰ | ۱٫۲۹۳ | ۰٫۴۷۲ | ۰٫۱۲۹ | ۰٫۱۵۴  | ۰٫۰۶۵  | ۰٫۰۶۵    | ۲٫۱۷۸ | ۴۱۸                      | ۱٫۰۰۰         | ۱٫۶           |
| ۱۹۹۱ | ۱٫۳۱۳ | ۰٫۴۷۶ | ۰٫۱۳۱ | ۰٫۱۵۸  | ۰٫۰۶۷  | ۰٫۰۶۹    | ۲٫۲۱۳ | ۴۲۰                      | ۱٫۰۱۶         | ۱٫۶           |
| ۱۹۹۲ | ۱٫۳۲۴ | ۰٫۴۸۰ | ۰٫۱۳۳ | ۰٫۱۶۲  | ۰٫۰۶۷  | ۰٫۰۷۲    | ۲٫۲۳۸ | ۴۲۲                      | ۱٫۰۲۷         | ۱٫۱           |
| ۱۹۹۳ | ۱٫۳۳۴ | ۰٫۴۸۱ | ۰٫۱۳۴ | ۰٫۱۶۴  | ۰٫۰۶۸  | ۰٫۰۷۴    | ۲٫۲۵۴ | ۴۲۴                      | ۱٫۰۳۵         | ۰٫۷           |
| ۱۹۹۴ | ۱٫۳۵۶ | ۰٫۴۸۳ | ۰٫۱۳۴ | ۰٫۱۶۶  | ۰٫۰۶۸  | ۰٫۰۷۵    | ۲٫۲۸۲ | ۴۲۶                      | ۱٫۰۴۸         | ۱٫۳           |
| ۱۹۹۵ | ۱٫۳۸۳ | ۰٫۴۸۵ | ۰٫۱۳۶ | ۰٫۱۶۸  | ۰٫۰۶۷  | ۰٫۰۷۷    | ۲٫۳۱۷ | ۴۲۹                      | ۱٫۰۶۴         | ۱٫۵           |
| ۱۹۹۶ | ۱٫۴۱۰ | ۰٫۴۸۶ | ۰٫۱۳۹ | ۰٫۱۶۹  | ۰٫۰۶۷  | ۰٫۰۷۸    | ۲٫۳۵۰ | ۴۳۱                      | ۱٫۰۷۹         | ۱٫۴           |
| ۱۹۹۷ | ۱٫۴۲۶ | ۰٫۴۸۷ | ۰٫۱۴۲ | ۰٫۱۷۱  | ۰٫۰۶۷  | ۰٫۰۷۹    | ۲٫۳۷۲ | ۴۳۳                      | ۱٫۰۸۹         | ۰٫۹           |
| ۱۹۹۸ | ۱٫۴۶۵ | ۰٫۴۹۱ | ۰٫۱۴۵ | ۰٫۱۷۲  | ۰٫۰۶۷  | ۰٫۰۸۰    | ۲٫۴۱۹ | ۴۳۷                      | ۱٫۱۱۱         | ۲٫۰           |
| ۱۹۹۹ | ۱٫۴۹۵ | ۰٫۴۹۴ | ۰٫۱۴۸ | ۰٫۱۷۳  | ۰٫۰۶۶  | ۰٫۰۸۲    | ۲٫۴۵۸ | ۴۴۰                      | ۱٫۱۲۸         | ۱٫۶           |
| ۲۰۰۰ | ۱٫۵۱۳ | ۰٫۴۹۴ | ۰٫۱۵۱ | ۰٫۱۷۳  | ۰٫۰۶۶  | ۰٫۰۸۳    | ۲٫۴۸۱ | ۴۴۲                      | ۱٫۱۳۹         | ۰٫۹           |
| ۲۰۰۱ | ۱٫۵۳۵ | ۰٫۴۹۴ | ۰٫۱۵۳ | ۰٫۱۷۴  | ۰٫۰۶۵  | ۰٫۰۸۵    | ۲٫۵۰۶ | ۴۴۴                      | ۱٫۱۵۰         | ۱٫۰           |
| ۲۰۰۲ | ۱٫۵۶۴ | ۰٫۴۹۴ | ۰٫۱۵۶ | ۰٫۱۷۴  | ۰٫۰۶۵  | ۰٫۰۸۷    | ۲٫۵۳۹ | ۴۴۷                      | ۱٫۱۶۶         | ۱٫۳           |
| ۲۰۰۳ | ۱٫۶۰۱ | ۰٫۴۹۶ | ۰٫۱۵۸ | ۰٫۱۷۴  | ۰٫۰۶۴  | ۰٫۰۸۸    | ۲٫۵۸۰ | ۴۵۰                      | ۱٫۱۸۵         | ۱٫۶           |
| ۲۰۰۴ | ۱٫۶۲۷ | ۰٫۴۹۶ | ۰٫۱۶۰ | ۰٫۱۷۴  | ۰٫۰۶۳  | ۰٫۰۹۰    | ۲٫۶۱۰ | ۴۵۳                      | ۱٫۱۹۸         | ۱٫۱           |
| ۲۰۰۵ | ۱٫۶۵۵ | ۰٫۴۹۵ | ۰٫۱۶۲ | ۰٫۱۷۳  | ۰٫۰۶۳  | ۰٫۰۹۲    | ۲٫۶۴۰ | ۴۵۵                      | ۱٫۲۱۲         | ۱٫۲           |
| ۲۰۰۶ | ۱٫۶۸۵ | ۰٫۴۹۵ | ۰٫۱۶۵ | ۰٫۱۷۳  | ۰٫۰۶۲  | ۰٫۰۹۵    | ۲٫۶۷۵ | ۴۵۸                      | ۱٫۲۲۸         | ۱٫۳           |
| ۲۰۰۷ | ۱٫۷۱۰ | ۰٫۴۹۸ | ۰٫۱۶۷ | ۰٫۱۷۲  | ۰٫۰۶۲  | ۰٫۰۹۷    | ۲٫۷۰۶ | ۴۶۱                      | ۱٫۲۴۲         | ۱٫۱           |
| ۲۰۰۸ | ۱٫۷۳۹ | ۰٫۵۰۰ | ۰٫۱۷۰ | ۰٫۱۷۱  | ۰٫۰۶۱  | ۰٫۱۰۰    | ۲٫۷۴۲ | ۴۶۴                      | ۱٫۲۵۹         | ۱٫۳           |
| ۲۰۰۹ | ۱٫۷۶۰ | ۰٫۵۰۲ | ۰٫۱۷۲ | ۰٫۱۷۱  | ۰٫۰۶۱  | ۰٫۱۰۳    | ۲٫۷۶۸ | ۴۶۶                      | ۱٫۲۷۱         | ۱٫۰           |
| ۲۰۱۰ | ۱٫۷۹۱ | ۰٫۵۰۴ | ۰٫۱۷۴ | ۰٫۱۷۰  | ۰٫۰۶۰  | ۰٫۱۰۶    | ۲٫۸۰۵ | ۴۷۰                      | ۱٫۲۸۸         | ۱٫۳           |
| ۲۰۱۱ | ۱٫۸۱۸ | ۰٫۵۰۵ | ۰٫۱۷۸ | ۰٫۱۶۹  | ۰٫۰۶۰  | ۰٫۱۰۹    | ۲٫۸۳۸ | ۴۷۳                      | ۱٫۳۰۳         | ۱٫۲           |
| ۲۰۱۲ | ۱٫۸۴۶ | ۰٫۵۰۷ | ۰٫۱۸۱ | ۰٫۱۶۸  | ۰٫۰۵۹  | ۰٫۱۱۱    | ۲٫۸۷۳ | ۴۷۶                      | ۱٫۳۱۹         | ۱٫۲           |
| ۲۰۱۳ | ۱٫۸۸۴ | ۰٫۵۰۹ | ۰٫۱۸۴ | ۰٫۱۶۷  | ۰٫۰۵۹  | ۰٫۱۱۴    | ۲٫۹۱۶ | ۴۷۹                      | ۱٫۳۳۸         | ۱٫۵           |
| ۲۰۱۴ | ۱٫۹۰۹ | ۰٫۵۰۰ | ۰٫۱۸۷ | ۰٫۱۶۶  | ۰٫۰۵۸  | ۰٫۱۱۶    | ۲٫۹۳۶ | ۴۸۱                      | ۱٫۳۵۶         | ۱٫۶           |
| ۲۰۱۵ | ۱٫۹۳۸ | ۰٫۵۰۴ | ۰٫۱۹  | ۰٫۱۶۵  | ۰٫۰۵۸  | ۰٫۱۱۸    | ۲٫۹۷۳ | ۴۸۵                      | ۱٫۳۷۴         | ۱٫۸           |
| ۲۰۱۶ | ۱٫۹۸۵ | ۰٫۵۰۷ | ۰٫۱۹۳ | ۰٫۱۶۴  | ۰٫۰۵۷  | ۰٫۱۲۱    | ۳٫۰۲۷ | ۴۸۹                      | ۱٫۳۹۹         | ۲٫۵           |

این جدول نشان می‌دهد که CO2
```
بر کل جریان اجبار تسلط دارد، در حالی که 
متان
 و 
کلروفلوئوروکربن‌ها
 (CFC) در مقایسه سهم نسبتاً کمتری در کل اجبار در طول زمان دارند.
[
۶
]
 بنزین گلخانه‌ای از سال ۱۷۵۰ افزایش می‌یابد. ۴٪ باقیمانده توسط ۱۵ گاز جزئی هالوژن شده کمک می‌کند.
```

می‌توان شاهد آن بود که مجموع اجبار برای سال ۲۰۱۶، 3.027 W m−2,، همراه با مقدار معمول پذیرفته شده پارامتر حساسیت به آب و هوا λ, 0.8 K /(W m−2),، منجر به افزایش دمای جهانی 2.4 K می‌شود؛ که این، بسیار بیشتر از افزایش مشاهده شده، حدود ۱٫۲ کیلوگرم است بخشی از این اختلاف به دلیل با تأخیر بودن تغییر در دمای جهانی است که وجود دارد
تا با اجبار تابشی به حالت پایدار برسد. باقی‌ماندهٔ این تفاوت به دلیل وجود ذرات معلق با اجبار تابشی منفی در هوا است [مرجع دایره ای] و / یا حساسیت به آب و هوا کمتر از مقدار معمول پذیرفته شده یا ترکیبی از آن است.
این جدول همچنین حاوی «فهرست سالانه گازهای گلخانه‌ای» (AGGI) است که به عنوان نسبت کل تابش مستقیم اجبار ناشی گازهای گلخانه‌ای طولانی مدت برای هر سال که برای آن اندازه‌گیری‌های جهانی کافی با آنچه در سال ۱۹۹۰ وجود داشت، تعریف شده‌است. سال ۱۹۹۰ به این دلیل انتخاب شد که این سال پایهٔ اولیه پیمان کیوتو است. این شاخص اندازه‌گیری از تغییرات سالانه در شرایطی است که بر انتشار و جذب دی‌اکسید کربن، منابع و غرق اکسید متان و نیتروژن تأثیر می‌گذارد، کاهش در وفور جوی مواد شیمیایی کاهش ازون مربوط به پیمان مونترال است؛ و افزایش جایگزین‌های آن‌ها (CFC هیدروژنه (HCFCs) و هیدرو فلوروکربن‌ها (HFC)) بیشتر این افزایش مربوط به CO است
۲. برای سال ۲۰۱۳، AGGI 1.34 بود (که نشان دهندهٔ افزایش کل نیروی تابش مستقیم ۳۴٪ از سال ۱۹۹۰). افزایش CO
۲ مجبور کردن مجرد از سال ۱۹۹۰ حدود ۴۶٪ بود. کاهش CFC به‌طور قابل ملاحظه‌ای باعث افزایش اجبار تابشی خالص شد.
جدول جایگزینی دیگری برای استفاده در مقایسه‌های مدل آب‌وهوایی تهیه شده‌است که تحت نظارت IPCC انجام می‌شود و شامل کلیه نیروها، نه فقط گازهای گلخانه‌ای، در http://www.climatechange2013.org/images/report/WG1AR5_AIISM_Datafiles.xlsxociation%5Bپیوند+مرده%5D]. در دسترس است.